# Jonas Wilhelm Ottonius
Jonas Wilhelm Ottonius, född 29 mars 1776 i Gammelstad, Luleå socken, död 10 augusti 1852 på gården Lugnet i Mattila i Nedertorneå socken, var en svensk ämbetsman.
Ottonius, vars far Anders Ottonius 1789 blev borgmästare i Piteå, avlade lantmätarexamen 1797 och blev kammarskrivare i Kammarkollegiet samma år. År 1803 blev han kommissionslantmätare i Piteå men tog avsked 1816 då han utnämndes till kronofogde i Lule fögderi. År 1826 blev han lanträntmästare i Norrbottens län, vars residensstad då var Piteå. Han tog avsked 1836 och fick assessors namn.
Ottonius var gift med Margareta Catharina Pihlfeldt. En dotter var gift med häradshövding Carl Erik Stenberg, under en period borgmästare i Piteå, och en son var majoren Carl Peter Ottonius. 